# Marc-Olivier Lafrance
Marc-Olivier Lafrance est un comédien québécois né le 20 mai 1994 ; il réside à Laval.

## Biographie
Marc Olivier Lafrance commence sa carrière jeune dans une publicité de Caravan Venture. En 2005, il tient le rôle de Francis (enfant) dans le film de Dan Bigras La Rage de l'ange et celui de Jonas Aimé dans Idole instantanée d'Yves Desgagnés. Il tourne dans Un été sans point ni coup sûr  de Francis Leclerc où il incarne Dubois en 2008. Parallèlement à sa carrière d'acteur au cinéma, il participe à plusieurs séries télévisées canadiennes :
- Robin dans Les poupées russes
- Kevin Gagné dans Ramdam[4]
- Maxime Valois dans Virginie (saison 2009) où il campe le personnage d'un ancien meurtrier amoureux de Virginie Maltais[1]

Marc-Olivier Lafrance poursuit ses études pour s'assurer un métier lié au sport. Il pratique en effet le hockey, le motocross et le ski.

## Carrière

### Filmographie
- 2005 : Idole instantanée :  Jonas-Aimé
- 2008 : Un été sans point ni coup sûr : Dubois
- 2006 : La Rage de l'ange : Francis (enfant)

### Série télévisée
- 2003 : Chartrand et Simonne : Dominique Chartrand
- 2004 : Grande ourse : enfant
- 2006-2008 : Ramdam : Kevin Gagné
- 2007 : Bob Gratton : ma vie, my life : Sarah
- 2009-2016 : Yamaska (série télévisée)  Samuel Dumont-Roy

### Publicités
- Mc Donald
- Céréales
- Nesquik
- Vrak T.V.